# سوربون (مبنى)
السوربون (بالفرنسية: Sorbonne)‏ جامعة باريسية رفيعة المستوى، وهي من أعرق وأرقى الجامعات في العالم. وتوجد في الحي اللاتيني للعاصمة الفرنسية باريس. تأسست سنة 1253م في القرون الوسطى بجهود روبيرت دي سوربون (Robert de Sorbon) المرشد الروحي للملك لويس التاسع ملك فرنسا. وهي أول جامعة تقدم شهادة الدكتوراه. كما أن الجامعة تمتاز في تخصصات التاريخ والشؤون الدولية والآداب والعلوم الاجتماعية 
قسمت جامعة باريس سنة 1970 إلى 13 جامعة. وهناك اليوم من الثلاث عشرة جامعة المستقلة حاليًا، أربعة لها وجود في مبنى السوربون التاريخي وهي جامعة باريس الأولى (بانتيون-سربون)، وجامعة باريس الثالثة - السوربون الجديدة، جامعة باريس الرابعة ( باريس سوربون ) وجامعة باريس الخامسة (باريس ديكارت). ولجميعها مقار في البنايات القديمة للسوربون. وتشمل ثلاث منها كلمة «السوربون» في أسمائها. وتعد شهادتها مفتاحاً للمناصب العليا الرفيعة وللشهرة.

## ترميم المباني
في سنة 1626. قرر ريشيليو وزير الملك لويس الثالث عشر وخريج جامعة السوربون توكيل المهندس المعماري جاك لوميرسييه بترميم مباني الجامعة وإعادة بنائها. وضع رئيس الأساقفة في روان حجر الأساس في 18 مارس 1627. بغياب الوزير ريشيليو الذي كان محتجزا في تلك الفترة أثناء حصار لا روشيل إلّا أنه لم يتغيب عن وضع حجر أساس صومعة الجامعة في 15 مايو 1635م.

## إعادة إنشاء
هذا وقد شهدت فرنسا في الثلاثين عاماً الأخيرة من القرن التاسع عشر إعادة تنظيم وإحياء المؤسسات التربوية وبدأ العمل على إعادة إعمار السوربون في العام 1884م، واستمر حتى أُنجز في العام 1901م. وقد أنشئت المباني الجديدة حول ساحة الشرف القديمة ولم تبقَ سوى الصومعة شاهدةً على عهد ريشيليو والتي لا تزال حتى الآن ترمز إلى السوربون إحدى أهم الجامعات الأوروبية القديمة والتي تقدم خدمة ثقافية تعليمية متميزة منذ تأسيسها في مجالي الثقافة والعلم في باريس.

## السوربون في الإمارات
قامت جامعة السوربون ودولة الإمارات العربية المتحدة بتوقيع عقد افتتاح حرم جامعي جديد في أبوظبي في عام 2006 ليكون الفرع الوحيد للجامعة الباريسية في الشرق الأوسط.
وتستقبل جامعة باريس السوربون-أبو ظبي وهي مركز التعليم العالي الفرنسي الرفيع المستوى أفضل الطلاب من الإمارات العربية المتحدة والشرق الأوسط.
بدأت الدروس في شهر أكتوبر من عام 2006 في مبنى مؤقت وقد وضع حجر الأساس لمبنى جامعة باريس السوربون في أبو ظبي في شهر أبريل / نيسان من العام نفسه لتبدأ حقبة جديدة في تاريخ الجامعة. أما تصميم المبنى الجديد فقد استوحي من قبة الجامعة في باريس بطراز القرن الحادي والعشرين الحديث. وقد أعلن افتتاح الجامعة خلال العام الدراسي 2007 / 2008 م. أي بعد مرور 750 عاماً على تأسيس جامعة السوربون في باريس.